# مراجع الحسابات العامة في غانا
مراجع الحسابات العامة في غانا هو رئيس خدمة مراجعة غانا، وهي جهة تابعة للفرع التشريعي تم إعادة تأسيسها من قبل حكومة غانا في عام 1992 من خلال دستور غانا لعام 1992. تم إنشاؤها كجزء من خدمة المراجعة من خلال المادة 188 من دستور غانا لعام 1992 كجزء من الخدمات العامة في غانا. يقوم مراجع الحسابات العامة من خلال خدمة المراجعة بإجراء مراجعات للحسابات العامة في غانا وجميع المكاتب العامة كما ينص عليه المادة 187 من دستور غانا لعام 1992.
في الولايات الأخرى، يُشار إلى مراجع الحسابات العامة بلقب المراقب العام، كما يُشار إليه في الولايات المتحدة بلقب المراقب العام للولايات المتحدة وفي المملكة المتحدة بلقب المراقب والمراجع العام .

## التاريخ

### مدير مراجعة الساحل الذهبي
خلال الحقبة الاستعمارية، أنشأت الإدارة الاستعمارية البريطانية، تحت إشراف مكتب التدقيق الاستعماري في لندن، مكتب تدقيق محلي يرأسه مدير، وكانت مهمته تقديم تقرير تدقيق سنوي إلى مدير التدقيق الاستعماري في لندن. من عام 1910 إلى عام 1963، كان هناك خمسة بريطانيين ترأسوا القسم، وكان أولهم والتر باويرلي الذي عمل مديرًا للقسم من عام 1910 إلى عام 1932.

### المدقق العام لـقسم مراجعة الساحل الذهبي
في عام 1951 ، بعد أن أصبح كوامي نكروما رئيسا للوزراء ، تم تعديل تعيين رئيس قسم المراجعة من مدير المراجعة إلى مدير عام (D-G) لوزارة المراجعة في ساحل الذهب.  تم تعيين نيفيل ورد سابين كمدير عام أول في عام 1951.
في عام 1954، بعد انتخابات تشريعية أخرى ولدت دستور 1954 لـ Gold Coast، تم تغيير الموقف إلى المدقق العام (A-G) من أجل استبدال المدير العام لـ Gold Coast Audit Department وفقا لتبني دستور 1954. حافظ نيفيل ورد سابين على دوره حتى عام 1963.

### أول مدقق عام غانا
في عام 1963، تم تعيين أهينكورا أوسي كأول مراجع عام غاني لقيادة إدارة المراجع العام. شغل هذا المنصب لمدة 18 عامًا حتى عام 1981، وخدم خلال ثلاث فترات دستورية (1960-1966، 1969-1972، و1979-1981) ونظامين عسكريين (1966-1969 و1972-1979) على التوالي.

### 1981 - الحاضر
خلف أهنكورا أوسي جيمس بينوني هيزل كولمان في عام 1981 الذي خدم لمدة 3 سنوات وتم استبداله لاحقًا بريتشارد تيلو نيلسون في عام 1983. خدم تيلو نيلسون من عام 1983 إلى عام 1989 وتم استبداله لاحقًا بأوسي توتو بريمبه في عام 1990.
خدم بريمبه لمدة 10 سنوات، حيث خدم حتى عام 2000 وخلفه إدوارد دوا أجيمان في عام 2001 في منصب القائم بأعمال النائب العام حتى تم تأكيد تعيينه في عام 2003. خدم أجيمان حتى عام 2009 وتم استبداله بريتشارد كوارتي كوارتي الذي خدم أيضًا لمدة 7 سنوات حتى عام 2016، عندما كان تقاعد وتم استبداله بـ A-G الحالي، دانيال ياو دوميليفو.

## ولاية المحقق العام
تناط الولاية الشرعية لمراجعة القطاع العام حصريًا بمنصب المراجع العام، وتنص المادة 187 من دستور غانا لعام 1992 على ولاية المراجع العام على النحو التالي:
1. يقوم المدقق العام بمراجعة وحسابات جميع المكاتب العامة في غانا، بما في ذلك المحاكم والإدارات المركزية والحكومات المحلية، والجامعات والمؤسسات العامة ذات الطبيعة المماثلة، وأي شركة عامة أو أي هيئة أو منظمة أخرى تأسست بموجب قانون من البرلمان.
2. يحق للمدبر العام أو أي شخص تم ترخيصه أو تعيينه لغرض المراجعة من قبل المدبر العام الوصول إلى جميع الكتب والمعلومات والوثائق الأخرى المتعلقة بهذه الحسابات أو ذات الصلة بها.
3. يتم حفظ جميع الحسابات العامة لغانا وجميع الأشخاص أو السلطات الأخرى المشار إليها في الفقرة 2 من المادة 187 في شكل يوافق عليه المحقق العام.
4. في أداء مهامه بموجب هذا الدستور أو أي قانون آخر، لا يخضع المحقق العام لإرشاد أو مراقبة أي شخص أو سلطة أخرى.
5. يجوز له منع أي عنصر من النفقات الذي يتعارض مع القانون والإضافات: (أ) مبلغ أي نفقات لم يتم منحها للشخص المسؤول عن تحمل أو الموافقة على النفقات؛ أو (ب) أي مبلغ لم يتم احتسابه بشكل صحيح، على الشخص الذي كان من المفترض أن يتم احتساب المبلغ؛ أو (ثلاث) مبلغ كل خسارة أو نقص، على أي شخص بسبب إهمال أو سوء السلوك الذي تسبب في الخسارة أو نقصة.

## قائمة المحققين العامين في غانا
| المحقق العام             | مدة الخدمة    | تعيين الرئيس        | ملاحظة               |
| ------------------------ | ------------- | ------------------- | -------------------- |
| (نيفيل ورد سابين)        | 1951 – 1963   | كوامي نكروما        |                      |
| أهنكورا أوسي             | 1963 – 1981   | كوامي نكروما        | [ 18 ] [ 19 ] [ 20 ] |
| جيمس بينوني هايزل كولمان | 1981 – 1983   | جيري جون راولنجز    |                      |
| ريتشارد تيلو نيلسون      | 1983 – 1989   | جيري جون راولنجز    |                      |
| أوسي توتو بريمف          | 1990 – 2001   | جيري جون راولنجز    | [ 21 ] [ 22 ] [ 23 ] |
| إدوارد دوا أجيمان        | 2001 – 2009   | جون أجيكوم كوفور    | [ 24 ] [ 25 ]        |
| ريتشارد كوارتي كوارتي    | 2009 – 2016   | جون إيفانز أتا ميلز | [ 26 ] [ 27 ]        |
| دانيال ياو دوميليفو      | 2016 – 2021   | جون دراماني ماحاما  | [ 28 ] [ 29 ]        |
| جونسون أوكواموه آسيدو    | 2021 - الحاضر | نانا أكوفو أدو      | [ 30 ]               |

## المراقبون الآخرون والمحاسبون العامون
- بنغلاديش: المراقب المالي والمراجع العام لبنغلاديش الهند: المراقب المالي والمراجع العام للهند أيرلندا: المراقب المالي والمراجع العام (أيرلندا) نيوزيلندا: المراقب المالي والمراجع العام لنيوزيلندا

الولايات المتحدة الأمريكية: المراقب العام للولايات المتحدة

## الإشارات
1. ↑  Ghana Audit Service. "History of the Audit Service | Ghana Audit Service". مؤرشف من الأصل في 2022-08-27. اطلع عليه بتاريخ 2021-03-04.
2. 1 2  Ghana Audit Service. "History of the Audit Service | Ghana Audit Service". مؤرشف من الأصل في 2022-08-27. اطلع عليه بتاريخ 2021-03-04.
3. 1 2 3  Ghana Audit Service. "History of the Audit Service | Ghana Audit Service". مؤرشف من الأصل في 2022-08-27. اطلع عليه بتاريخ 2021-03-04.
4. ↑  The State Auditor (بالإنجليزية). Ghana Audit Service. 2006. Archived from the original on 2023-11-27.
5. ↑  Addo-Twum, J. K. (2 Sep 1978). Daily Graphic: Issue 8669 September 2 1978 (بالإنجليزية). Graphic Communications Group. Archived from the original on 2023-11-27.
6. ↑  Ghana News (بالإنجليزية). Embassy of Ghana. 1965. Archived from the original on 2023-11-27.
7. ↑  "Dua Agyeman Confirmed As Auditor General". www.ghanaweb.com (بالإنجليزية). 10 Feb 2003. Archived from the original on 2023-11-27. Retrieved 2021-03-04.
8. ↑  Ghana (2004). Report of the Auditor-General on the Public Accounts of Ghana for the Year Ended ...: Ministries, Departments, and Other Agencies of the Central Government (بالإنجليزية). Auditor-General. Archived from the original on 2023-11-27.
9. ↑  "Biographical Notes | IAAC". www.un.org. مؤرشف من الأصل في 2021-01-26. اطلع عليه بتاريخ 2021-03-04.
10. ↑  Vieta, Kojo T. (2005). Know Your Ministers: 2005-2009 (بالإنجليزية). Flagbearers Publishers. Archived from the original on 2023-11-27.
11. ↑  Accounting & Business (بالإنجليزية). Association of Chartered Certified Accountants. 2005. Archived from the original on 2023-11-27.
12. ↑  "Richard Quartey Appointed Auditor-General". Modern Ghana (بالإنجليزية). Archived from the original on 2023-11-27. Retrieved 2021-03-04.
13. ↑  "Prez Mahama swears in new Auditor-General". Graphic Online (بالإنجليزية البريطانية). Archived from the original on 2022-12-18. Retrieved 2021-03-04.
14. ↑  Ghana News Agency (30 Dec 2016). "President Mahama swears-in Auditor General". Ghana Business News (بالإنجليزية الأمريكية). Archived from the original on 2023-11-27. Retrieved 2021-03-04.
15. ↑  "THE CONSTITUTION OF THE REPUBLIC OF GHANA". www.ghanareview.com. مؤرشف من الأصل في 2023-09-03. اطلع عليه بتاريخ 2021-03-04.
16. ↑  "Ghana's Constitution of 1992 with Amendments through 1996" (PDF). World Intellectual Property Organization. مؤرشف من الأصل (PDF) في 2023-11-16. اطلع عليه بتاريخ 2021-03-04.
17. 1 2 3 4 5 6 7 8  Ghana Audit Service. "Past Auditors General | Ghana Audit Service" (بالإنجليزية البريطانية). Archived from the original on 2022-07-16. Retrieved 2021-03-04.
18. ↑  The State Auditor (بالإنجليزية). Ghana Audit Service. 2006. Archived from the original on 2023-11-27.
19. ↑  Addo-Twum, J. K. (2 Sep 1978). Daily Graphic: Issue 8669 September 2 1978 (بالإنجليزية). Graphic Communications Group. Archived from the original on 2023-11-27.
20. ↑  Ghana News (بالإنجليزية). Embassy of Ghana. 1965. Archived from the original on 2023-11-27.
21. ↑  West Africa (بالإنجليزية). Afrimedia International. 2001. Archived from the original on 2023-11-27.
22. ↑  "Gov't will not interfere with Auditor-General's work-Veep | GhHeadlines Total News Total Information". www.ghheadlines.com (بالإنجليزية الأمريكية). Archived from the original on 2023-11-27. Retrieved 2021-03-04.
23. ↑  "President Mills Welcoming Mr Osei Tutu Prempeh, Former Auditor-General and Member of the Ghana @ 50 Commissions to the Osu Castle". Peacefmonline.com - Ghana news. مؤرشف من الأصل في 2023-11-27. اطلع عليه بتاريخ 2021-03-04.
24. ↑  "Dua Agyeman Confirmed As Auditor General". Modern Ghana (بالإنجليزية). Archived from the original on 2023-11-27. Retrieved 2021-03-04.
25. ↑  "'Audit board chair a trickster and a 'hatchet man' – Asiedu Nketia". Citinewsroom - Comprehensive News in Ghana (بالإنجليزية الأمريكية). 2 Oct 2018. Archived from the original on 2021-04-15. Retrieved 2021-03-04.
26. ↑  "Richard Quartey Appointed Auditor-General". Modern Ghana (بالإنجليزية). Archived from the original on 2023-11-27. Retrieved 2021-03-04.
27. ↑  "Biographical Notes | IAAC". www.un.org. مؤرشف من الأصل في 2021-01-26. اطلع عليه بتاريخ 2021-03-04.
28. ↑  "Prez Mahama swears in new Auditor-General". Graphic Online (بالإنجليزية البريطانية). Archived from the original on 2022-12-18. Retrieved 2021-03-04.
29. ↑  Ghana News Agency (30 Dec 2016). "President Mahama swears-in Auditor General". Ghana Business News (بالإنجليزية الأمريكية). Archived from the original on 2023-11-27. Retrieved 2021-03-04.
30. ↑  "President confirms Akuamoah Asiedu Auditor-General". Graphic Online. News Desk Report. 13 سبتمبر 2021. مؤرشف من الأصل في 2022-09-06. اطلع عليه بتاريخ 2022-02-21.